# 1100er
Portal Geschichte | Portal Biografien | Aktuelle Ereignisse | Jahreskalender | Tagesartikel

◄ |
11. Jh. |
12. Jahrhundert
| 13. Jh. | ►

◄ |
1070er |
1080er |
1090er |
1100er
| 1110er | 1120er | 1130er | ►

1100 |
1101 |
1102 |
1103 |
1104 |
1105 |
1106 |
1107 |
1108 |
1109

## Ereignisse
- 1101: Der Kreuzzug von 1101 scheitert am Bündnis der sonst verfeindeten Rum-Seldschuken und Danischmenden.
- 1101 bis 1105: Das Kreuzfahrerkönigreich Jerusalem wehrt die Rückeroberungsversuche durch das schiitische Kalifat der Fatimiden ab (sog. Schlacht von Ramla).
- 1106: Abdankung des römisch-deutschen Kaisers Heinrich IV.
- 1109: Kreuzritter gründen die Grafschaft Tripolis.